# Paolo Citrini
Paolo Citrini (Domodossola, 18 aprile 1976) è un allenatore di pallacanestro italiano, coach delle Dinamo Women di Sassari.

## Carriera
Inizia la sua carriera da allenatore a 22 anni sulla panchina del VCO Basket di Ornavasso, in Serie B femminile. Tra il 2001 e il 2003 ha guidato il Domobasket, ottenendo una promozione dalla Serie D alla C2 e una finale per la promozione in C1. Nell’estate del 2003 si legò a Meo Sacchetti, diventandone assistente a Castelletto Ticino in Serie B e vincendo due campionati consecutivi. Seguì poi Sacchetti anche nelle esperienze in Serie A2 con Fabriano Basket nel 2005-2006 e nel ritorno a Castelletto Ticino la stagione successiva.
Nel 2007 approda per la prima volta alla Dinamo Sassari, nello staff di coach Demis Cavina, contribuendo alla qualificazione ai playoff e alla semifinale di Coppa Italia di Serie A2. Dopo una stagione al Basket Napoli in Serie A, al fianco di coach Maurizio Bartocci, è stato assistente a Sutor Montegranaro nel 2009-2010 con Fabrizio Frates, sempre nella massima serie.
Nel 2010 torna a Sassari con l'arrivo in Sardegna del suo ex capo allenatore Meo Sacchetti, e contribuisce al ciclo storico iniziato con la Coppa Italia del 2014 e culminato nel Triplete del 2015 (Scudetto, Coppa Italia e Supercoppa Italiana). Rimane nello staff della Dinamo fino al 2018, anno in cui è assistente nelle non fortunate stagioni con Marco Calvani e Federico Pasquini, poi dall'estate di quell'anno intraprende un nuovo percorso come responsabile della comunicazione del club. Sotto la sua gestione da dirigente dell'area media nasce Dinamo TV, prima emittente tematica della Serie A di basket.
Il 21 maggio 2025 viene annunciato il suo ritorno in panchina, questa volta da capo allenatore, diventando il coach della Dinamo Sassari femminile.

## Palmares

### Staff
- Campionato italiano: 1

Sassari: 2014-15
- Coppa Italia: 2

Sassari: 2014, 2015
- Supercoppa italiana: 1

Sassari: 2014